# Return in Bloodred
«Return in Bloodred» — дебютний студійний альбом німецького павер-метал-гурту Powerwolf. Альбом вийшов 4 квітня 2005.

## Історія створення
Перші пісні створені для альбому, — «Mr. Sinister» та «We Came to Take Your Souls», — були написані у червні 2004.

## Список композицій
Автор музики і слів Метью Грейвулф, Чарльз Грейвулф, Аттіла Дорн, Фальк Марія Шлегель та Стефан Фюнебр. 
| #     | Назва                        | Тривалість |
| ----- | ---------------------------- | ---------- |
| 1.    | «Mr. Sinister»               | 4:39       |
| 2.    | «We Came to Take Your Souls» | 4:01       |
| 3.    | «Kiss of the Cobra King»     | 4:32       |
| 4.    | «Black Mass Hysteria»        | 4:12       |
| 5.    | «Demons & Diamonds»          | 3:39       |
| 6.    | «Montecore»                  | 5:19       |
| 7.    | «The Evil Made Me Do It»     | 3:39       |
| 8.    | «Lucifer in Starlight»       | 4:49       |
| 9.    | «Son of the Morning Star»    | 4:10/5:10  |
| 40:00 |                              |            |

| The History Of Heresy I (Бонусні треки 2014) | The History Of Heresy I (Бонусні треки 2014) | The History Of Heresy I (Бонусні треки 2014) |
| #                                            | Назва                                        | Тривалість                                   |
| -------------------------------------------- | -------------------------------------------- | -------------------------------------------- |
| 10.                                          | «Mr. Sinister (вживу)»                       | 5:38                                         |
| 11.                                          | «We Came to Take Your Souls (вживу)»         | 4:08                                         |
| 12.                                          | «Kiss of the Cobra King (вживу)»             | 5:26                                         |
| 54:02                                        |                                              |                                              |

## Учасники запису
- Аттіла Дорн — вокал
- Метью Грейвулф — електрогітара, ритм-гітара
- Чарльз Грейвулф — бас-гітара, ритм-гітара
- Стефан Фюнебр — ударні
- Фальк Марія Шлегель — клавішні, орган

## Чарти
Альбом не брав участі у чартах.